# Barry Thomson
Barry Thomson är en gitarrist som spelar i bandet Bolt Thrower och startade bandet tillsammans med Gawin Ward 1986. Han är också den som skriver det mesta av musiken.